# Камп-Линтфорт

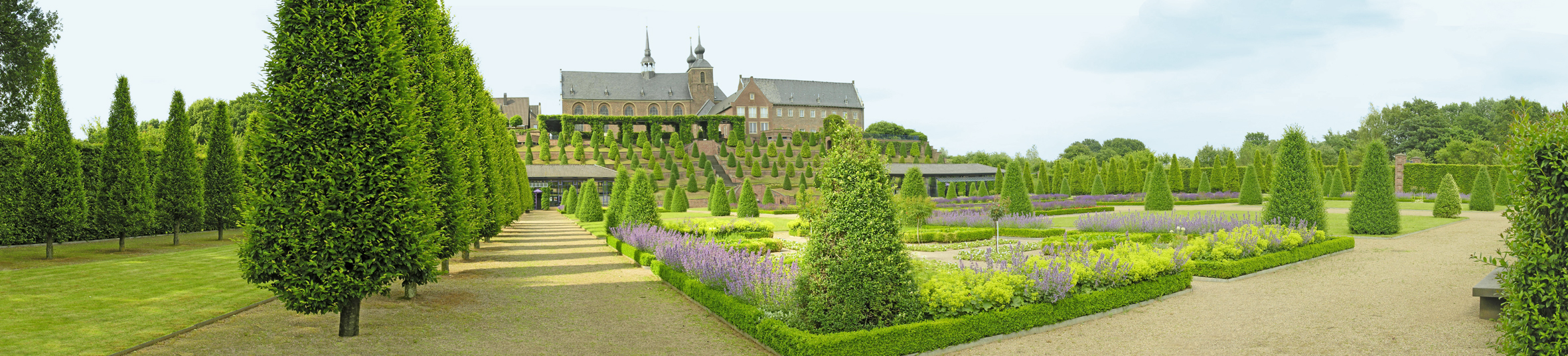
Панорама террасы в саду монастыря Клостер Камп, Камп-Линтфорт

Камп-Линтфорт (нем. Kamp-Lintfort) — город в Германии, в земле Северный Рейн-Вестфалия.
Подчинён административному округу Дюссельдорф. Входит в состав района Везель.  Население составляет 38 394 человека (на 31 декабря 2010 года). Занимает площадь 63,16 км². Официальный код  —  05 1 70 020.

## Фотографии

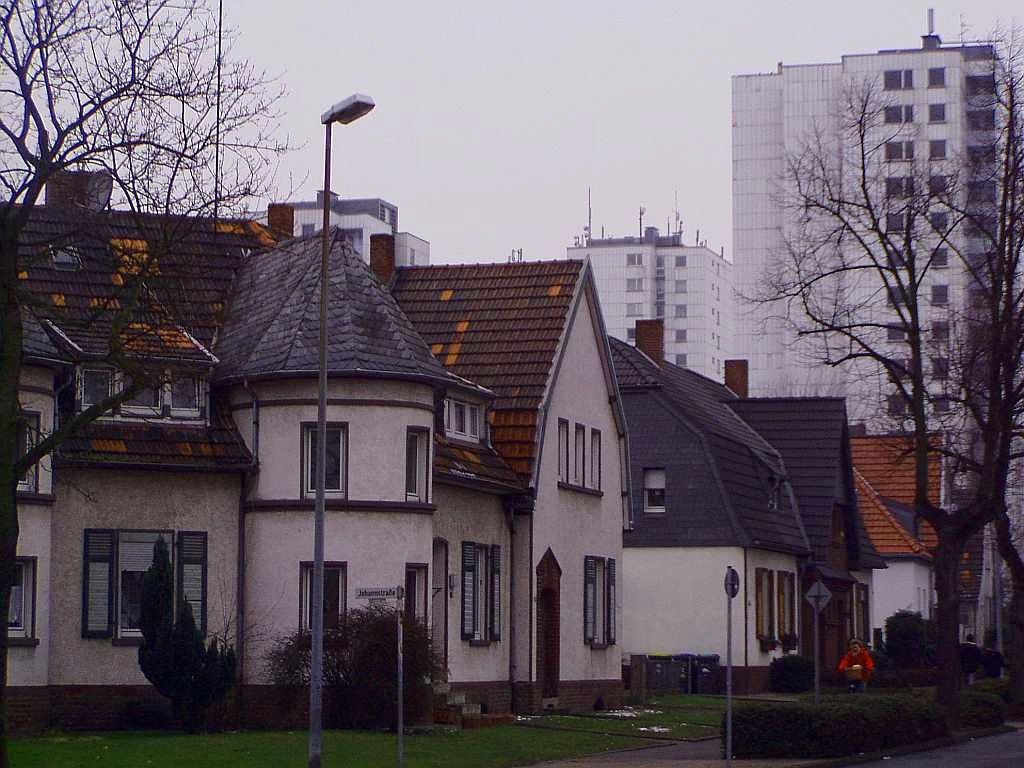
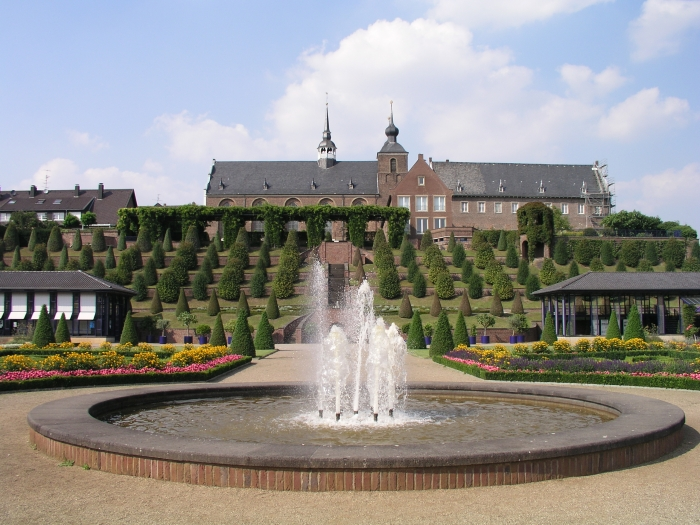
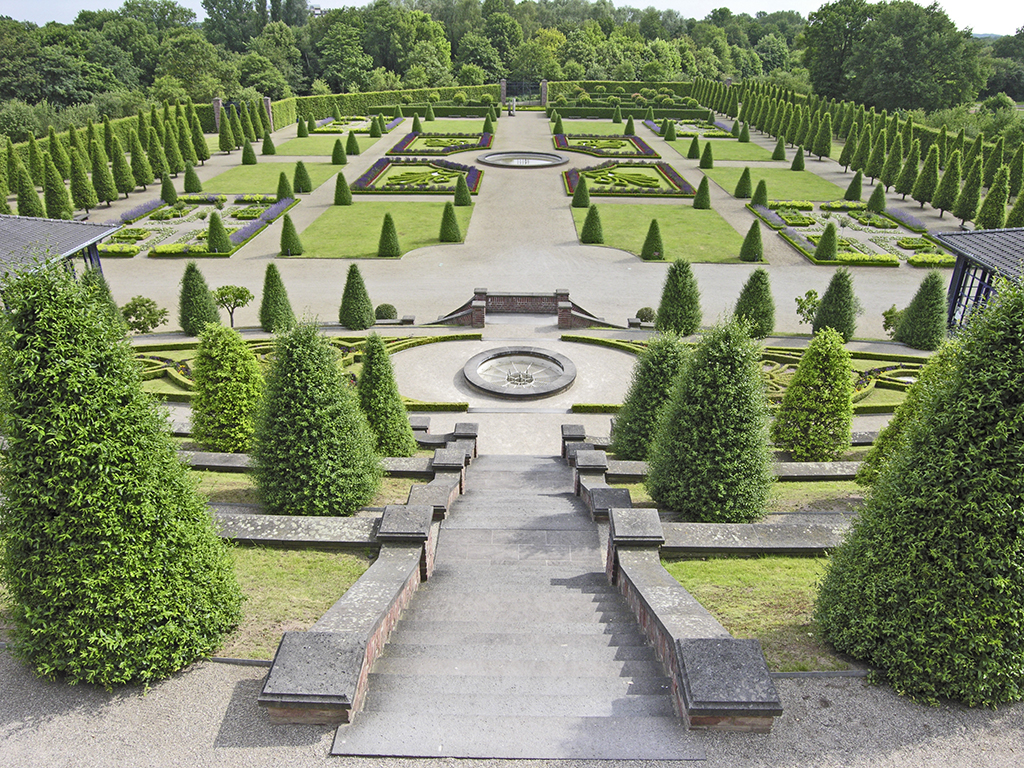
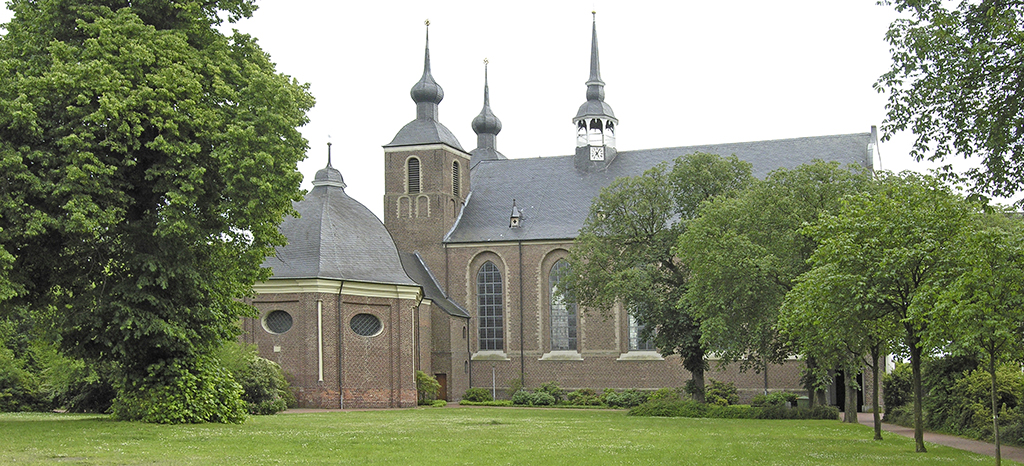
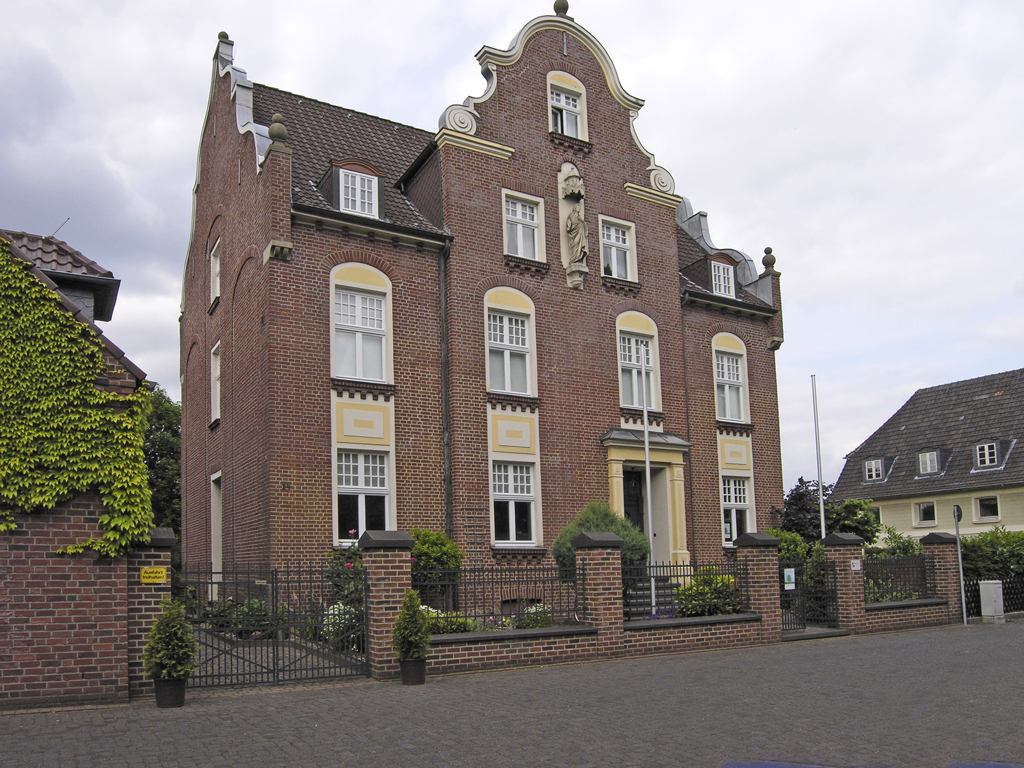